# サンタ・クローチェ・スッラルノ
サンタ・クローチェ・スッラルノ（伊: Santa Croce sull'Arno）は、イタリア共和国トスカーナ州ピサ県にある、人口約15,000人の基礎自治体（コムーネ）。

## 地理

### 位置・広がり

#### 隣接コムーネ
隣接するコムーネは以下の通り。括弧内のFIはフィレンツェ県所属を示す。
- カステルフランコ・ディ・ソット
- フチェッキオ (FI)
- サン・ミニアート

### 気候分類・地震分類
サンタ・クローチェ・スッラルノにおけるイタリアの気候分類 (it) および度日は、zona D, 1866 GGである。
また、イタリアの地震リスク階級 (it) では、zona 3 (sismicità bassa) に分類される。